# リチャード・ヘンダーソン
リチャード・ヘンダーソン（Richard Henderson CH FRS FMedSci HonFRSC、1945年7月19日 - ）は、スコットランド人の生物物理学者、分子生物学者である。電子顕微鏡のパイオニアである。
2017年、「溶液中で生体分子を高分解能構造測定するための低温電子顕微鏡法の開発」が認められ、ジャック・ドゥボシェ、ヨアヒム・フランクと共にノーベル化学賞を受賞した。

## 主要な受賞歴・栄誉
以下に示す賞以外にも多くの賞を受賞と栄誉を受けている。
- 1983年 王立協会フェロー選出
- 1990年 ローゼンスティール賞
- 1993年 ルイ＝ジャンテ医学賞
- 1998年 米国科学アカデミー外国準会員
- 1999年 グレゴリー・アミノフ賞
- 2003年 British Biophysical Society 会員
- 2016年 コプリ・メダル
- 2017年 ワイリー賞（ヨアヒム・フランクと共に）
- 2017年 ノーベル化学賞
- 2018年 グレン・T・シーボーグ・メダル